# Đá khô

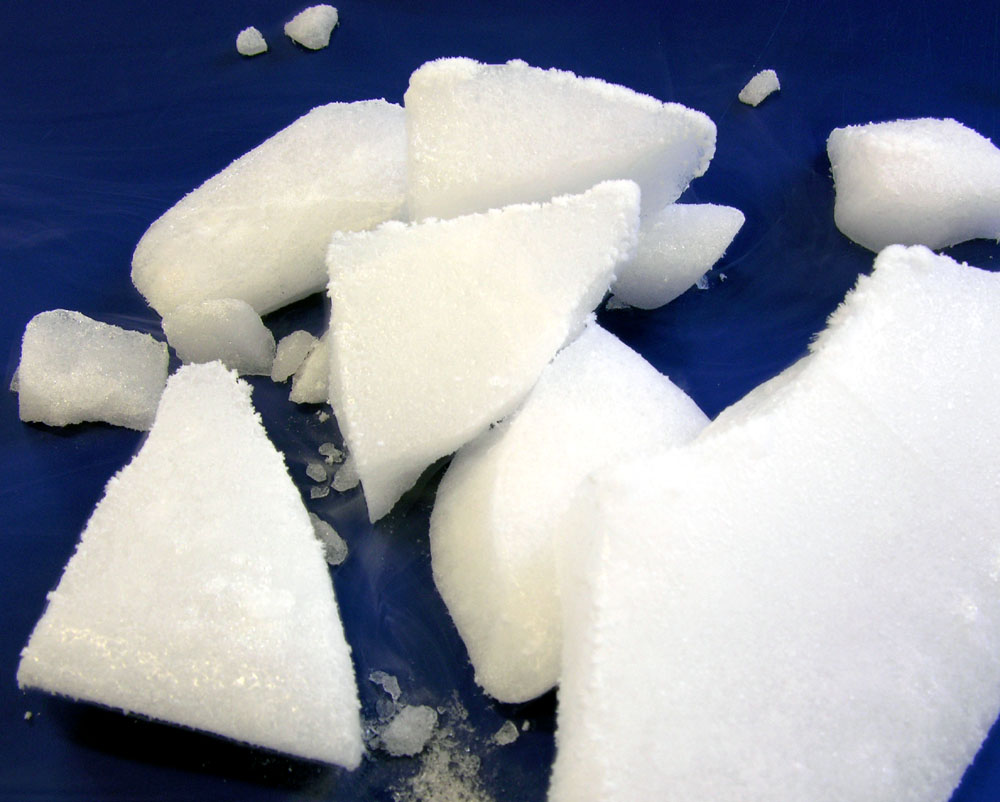
Đá khô được sử dụng để làm lạnh đồ uống tại Công viên trung tâm, thành phố New York, Hoa Kỳ

Đá khô hay còn gọi là băng khô, đá khói, nước đá khô, băng khói, đá CO2 là một dạng rắn của carbon dioxide (CO2). Đây là tên gọi thông thường của carbon dioxide ở dạng rắn (đóng băng). Thuật ngữ này được Prest Air Devices tạo ra năm 1925 (công ty thành lập năm 1923 tại thành phố Long Island, New York). Băng khô dưới áp suất thường không nóng chảy thành carbon dioxide lỏng mà thăng hoa trực tiếp thành dạng khí ở -78,5 °C (-109,3 °F).
Vì thế nó được gọi là "băng khô" như là cách gọi để so sánh với băng "ướt" (nước đá thông thường). Băng khô được sản xuất bằng cách nén khí dioxide carbon thành dạng lỏng, loại bỏ nhiệt gây ra bởi quá trình nén (xem định luật Charles), và sau đó cho dioxide carbon lỏng giãn nở nhanh. Sự giãn nở này làm giảm nhiệt độ và làm cho một phần CO2 bị đóng băng thành "tuyết", sau đó "tuyết" này được nén thành các viên hay khối.

## Sử dụng
- Làm lạnh thực phẩm, các mẫu sinh học và các mặt hàng dễ hỏng khác, bảo quản thiết bị y tế, thi hài,... Sở dĩ đá khô làm được điều này là do nhiệt độ của đá là -78,5 °C và tốc độ tỏa nhiệt nhanh trong môi trường vì vậy sẽ làm đông các phân tử nước chứa trong mô thực phẩm, biến thực phẩm tạo thành một khối đông cứng. Mặt khác khí CO2 sinh ra từ đá tạo thành môi trường không tồn tại sự sống xung quanh thực phẩm giúp tiêu diệt hết các vi khuẩn xung quanh.
- Sản xuất "sương mù băng khô" để tạo các hiệu ứng đặc biệt trong sân khấu tiệc cưới, ca nhạc... Khi băng khô tiếp xúc với nước thì dioxide carbon đóng băng thăng hoa thành hỗn hợp khí dioxide carbon lạnh và không khí lạnh ẩm ướt. Điều này sinh ra sự ngưng tụ và hình thành sương mù; xem thêm máy tạo sương mù. Hiệu ứng sương mù của hỗn hợp băng khô với nước được tạo ra tốt nhất là với nước ấm.[2]
- Các viên nhỏ băng khô (thay vì cát) được bắn vào bề mặt cần làm sạch. Băng khô không cứng như cát, nhưng nó tăng tốc quá trình bằng sự thăng hoa để "không còn gì" tồn tại trên bề mặt cần làm sạch và gần như không tạo ra nhiều bụi gây hại phổi.
- Tăng gây mưa từ các đám mây hay làm giảm độ dày của mây nhờ sự kết tinh nước trong mây.
- Sản xuất khí dioxide carbon cần thiết trong các hệ thống như thùng nhiên liệu hệ thống trơ trong các máy bay B-47.
- Các ống lót trục bằng đồng thau hay kim loại khác được cho vào băng khô để làm chúng co lại sao cho chúng sẽ khớp với kích thước trong của lỗ trục. Khi các ống lót này ấm trở lại, chúng nở ra và trở nên cực kỳ khít khao.

## Tiếp xúc
Do các đặc trưng cụ thể của mình, băng khô đòi hỏi phải có sự phòng ngừa đặc biệt khi tiếp xúc. Nó cực lạnh vì vậy không nên cho tiếp xúc trực tiếp với da (nghĩa là cần đeo găng cách nhiệt thích hợp). Nó thường xuyên thăng hoa thành khí carbonic, vì thế nó không thể lưu trữ trong các thùng chứa có nắp đậy do áp suất tạo ra sẽ nhanh chóng phá vỡ thùng do bị nổ. Khí thăng hoa cần thông gió tốt; nếu không nó có thể tràn ngập không gian quanh đó và làm cho người ta nghẹt thở. Sự quan tâm đặc biệt đối với các thiết bị thông gió là cần thiết. Những người tiếp xúc với băng khô cần phải được cảnh báo là dioxide carbon nặng hơn không khí và sẽ chìm xuống dưới sàn. Một số thị trường đòi hỏi những người mua băng khô phải từ 18 tuổi trở lên.
Cần phải sử dụng đúng cách, nếu không rất dễ gây ngộ độc CO2, thậm chí có thể nguy hiểm đến tính mạng. Đồng thời, khi tiếp xúc với đá khô, người sử dụng phải dùng găng tay cách nhiệt thích hợp như bao tay bằng cao su để di chuyển đá, không được chạm tay trực tiếp với loại đá này. Đá khô gây kích thích da và mắt. Tránh tiếp xúc với da, miệng, mắt và quần áo. Nếu trực tiếp cầm loại đá này hoặc nếu đưa cả viên đá khô vào miệng, ngoài nguy cơ bị ngộ độc, người sử dụng có thể bị lột da lưỡi, lột da tay do bị bỏng lạnh.